# Kuusimaanjärvet (Jukkasjärvi socken, Lappland, 753721-178153)
Kuusimaanjärvet är en sjö i Kiruna kommun i Lappland och ingår i Torneälvens huvudavrinningsområde.